# Awirs
Awirs (Waals: Les Awires) is een dorp in de Belgische provincie Luik en een deelgemeente van de gemeente Flémalle. Awirs had eind 2007 bijna 2900 inwoners. Tussen 1965 en 1976 maakte de voormalige gemeente Gleixhe deel uit van Awirs.
Het eerste neanderthalerskelet werd ontdekt in 1829 door Philippe-Charles Schmerling in de naar hem genoemde grotten (Grottes Schmerling of Grottes d'Engis), maar werd niet herkend als een mensensoort (dat gebeurde pas in 1856, in Neanderthal). 

## Bezienswaardigheden
- Het Kasteel van Aigremont
- De Schmerling grotten: archeologische vindplaats
- De Sint-Stefanuskerk (Église Saint-Étienne) heeft een 12e-eeuwse versterkte romaanse toren met daarin schietgaten. Het schip en het koor zijn van 1831.

## Mijnbouw
De Ruisseau des Awirs dreef de watermolens aan die van belang waren voor de zink- en loodmijnen die vanaf de 15e eeuw werden geëxploiteerd. In de 17e en 18e eeuw werd er ook aluin gewonnen en wel tot 1816. Ook begon in de 18e eeuw de winning van steenkool op kleine schaal. In de 19e eeuw gebeurde dit steeds meer op industriële schaal maar in 1928 werd de laatste mijn gesloten.

## Natuur en landschap
Awirs ligt in de vallei van de Ruisseau des Awirs in een bosrijke omgeving, op een hoogte van ongeveer 150 meter. Iets ten noorden van Awirs vloeit de Ruisseau du Broûçu in de Ruisseau des Awirs. In de omgeving van Awirs zijn wandelingen uitgezet die ook langs de kastelen komen.
In het zuiden, ook tot Awirs behorend, ligt het Maasdal met de Centrale des Awirs, een voormalige kolencentrale die tegenwoordig op biomassa is omgebouwd.
De hoogte aan de kerk bedraagt 95 meter maar de omgeving bereikt hoogten tot ruim 200 meter.

## Galerij

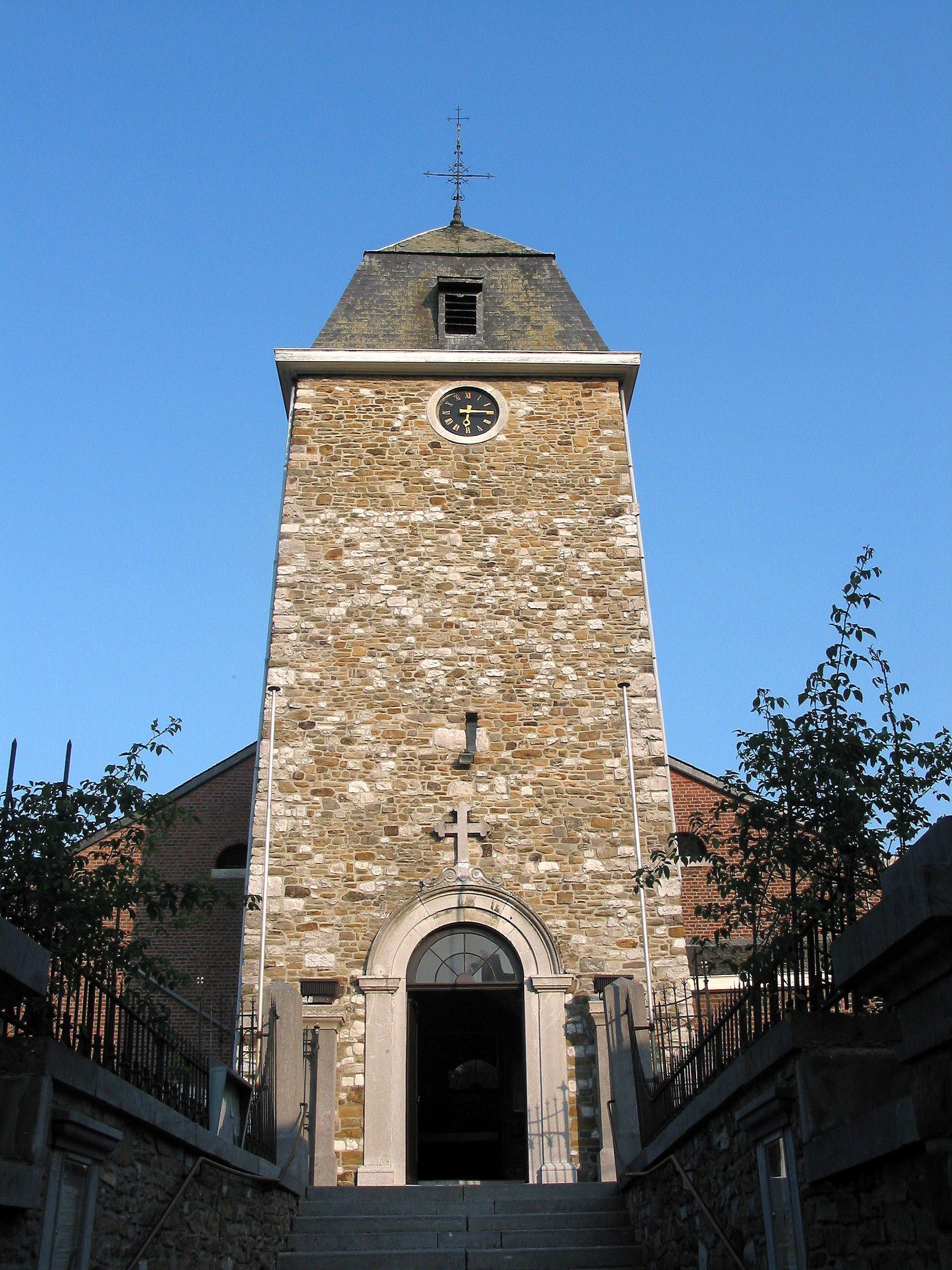
Toren uit 12e eeuw van Sint-Etiennekerk
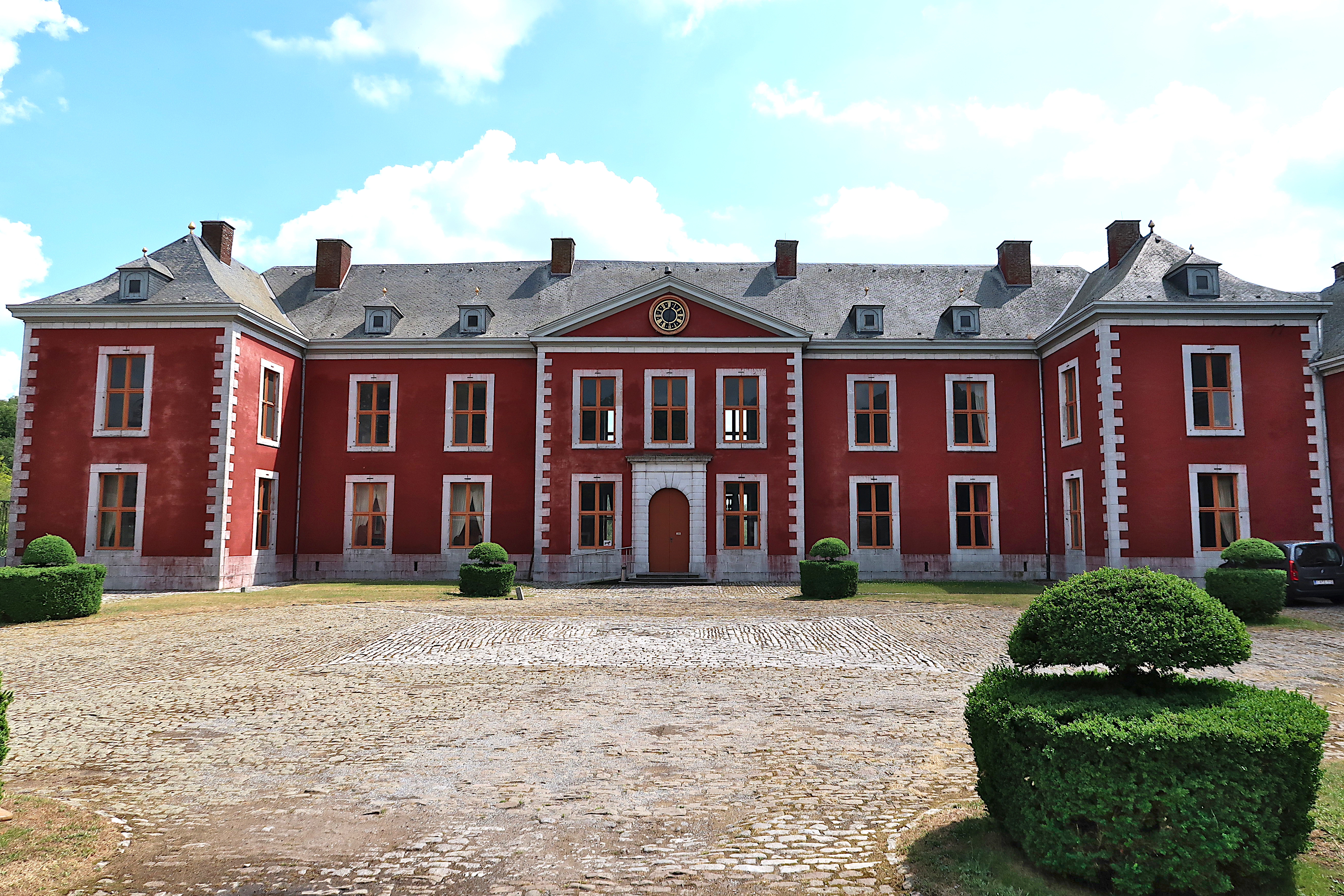
Kasteel van Aigremont
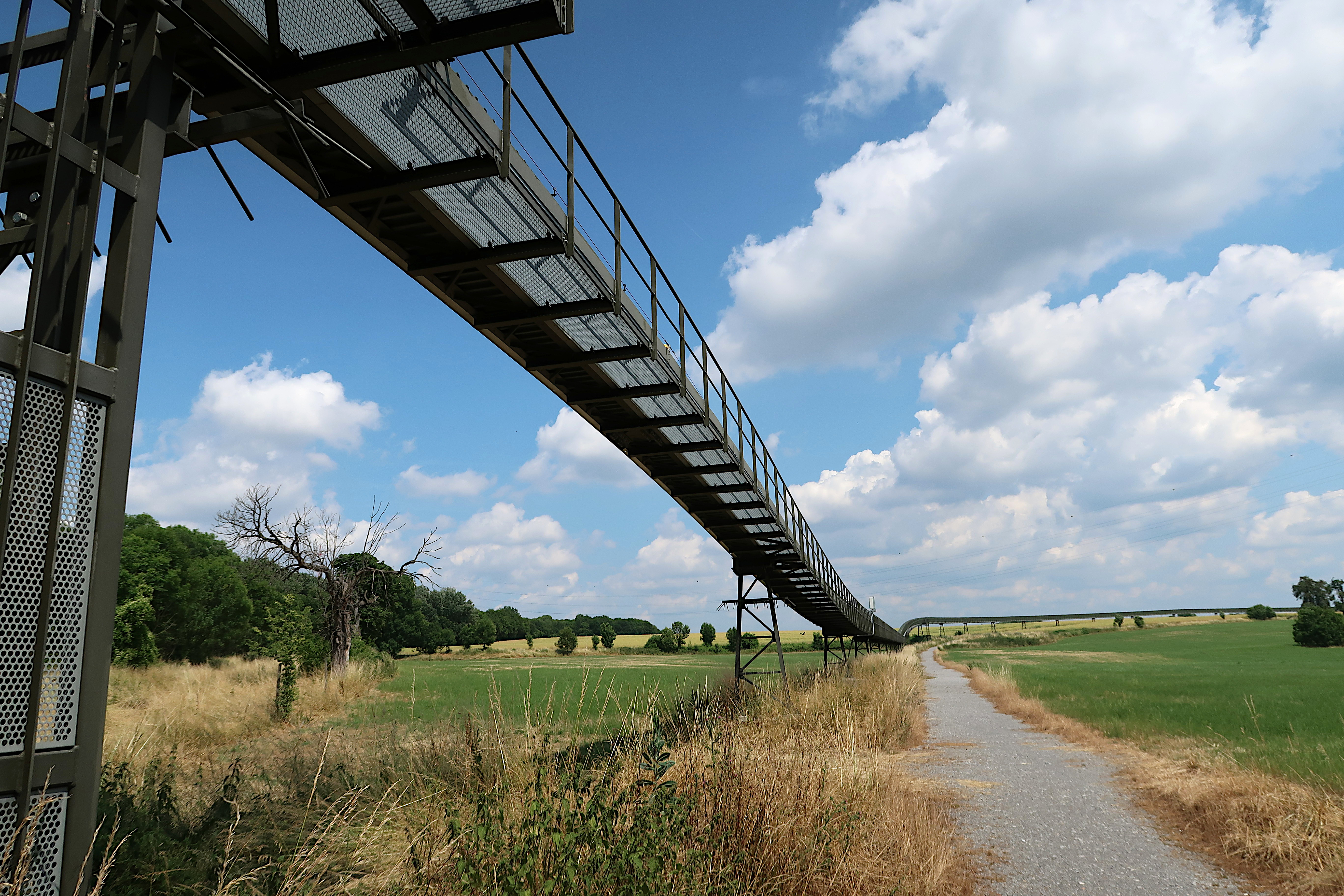
Transportband vanuit terril Hena
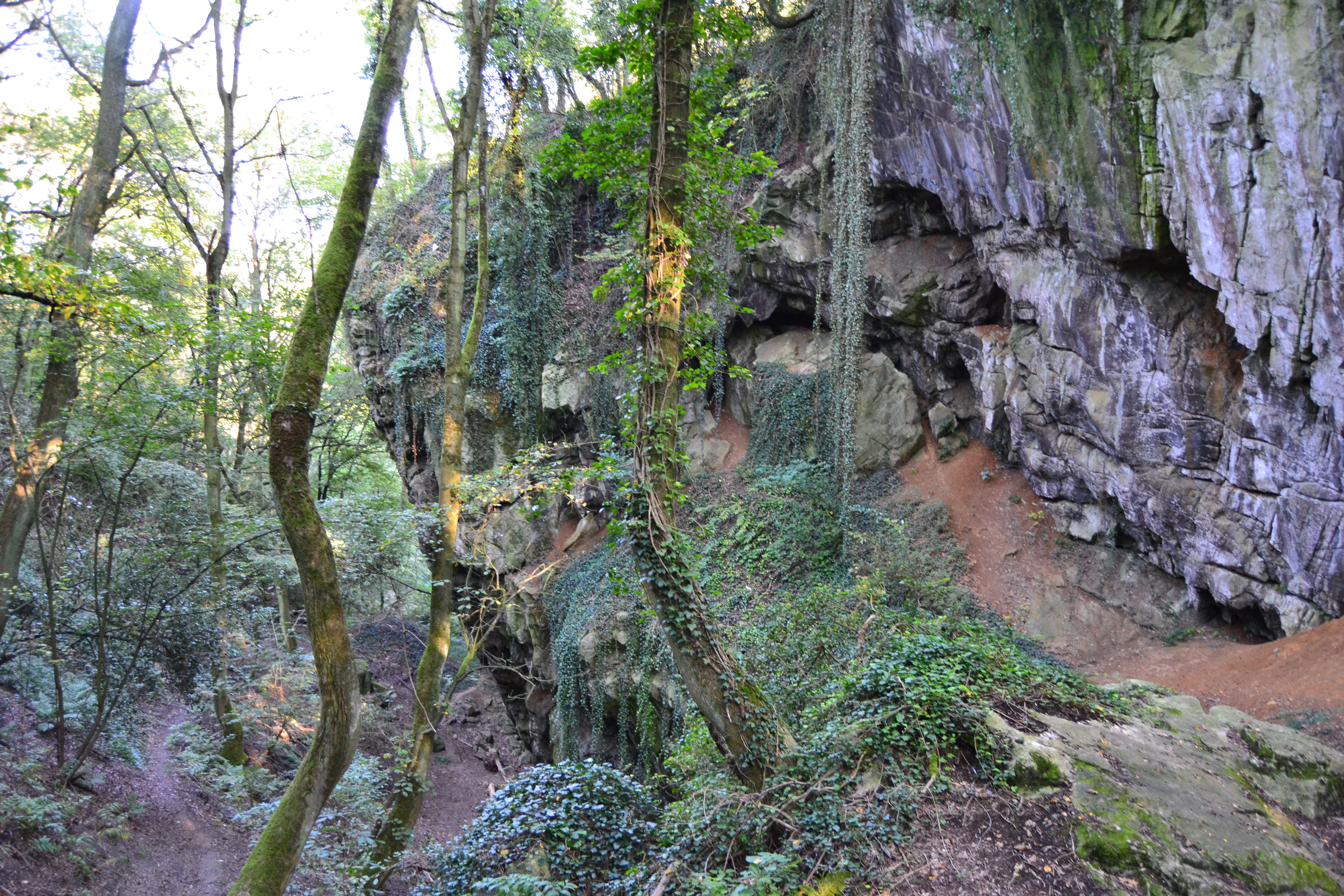
Schmerling grotten
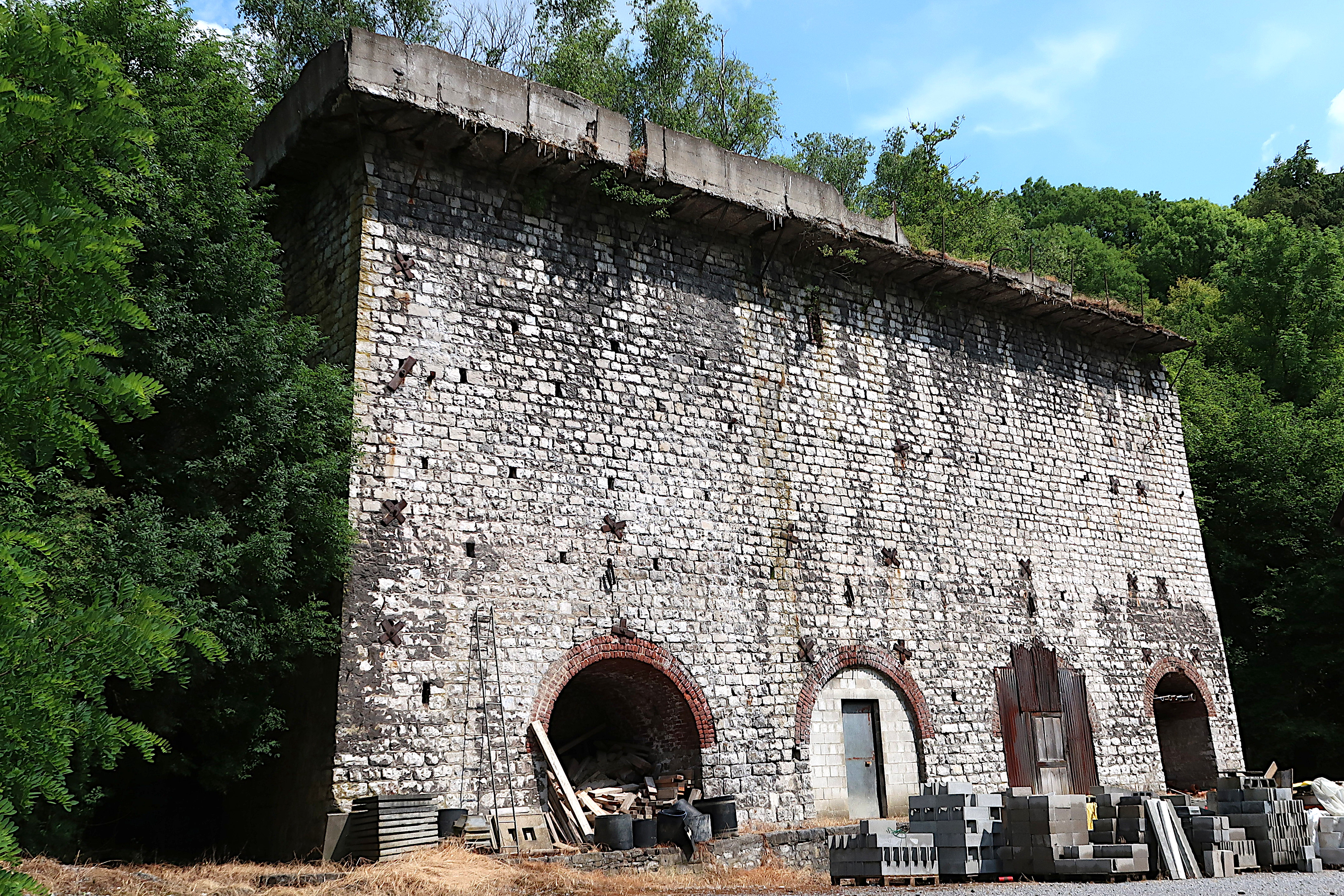
Oude kalkovens

## Geboren in Awirs
- Luc Dardenne (1954), filmregisseur

## Demografische ontwikkeling
- Bronnen:NIS, Opm:1831 tot en met 1970=volkstellingen, 1976= inwoneraantal op 31 december
- 1934: aanhechting van de wijk Bois des Moines (0,03 km² met 74 inwoners) van Horion-Hozémont

## Nabijgelegen kernen
Engis, Chokier, Gleixhe, Saint-Georges-sur-Meuse, Cahottes
Deelgemeenten: Awirs · Chokier · Flémalle-Grande · Flémalle-Haute · Gleixhe · Ivoz-Ramet · Mons-lez-Liège

Overige plaatsen: Cahottes · Souxhon

Belgische gemeenten · arrondissement Luik · provincie Luik · Wallonië